# モンフォール城 (コート＝ドール県)

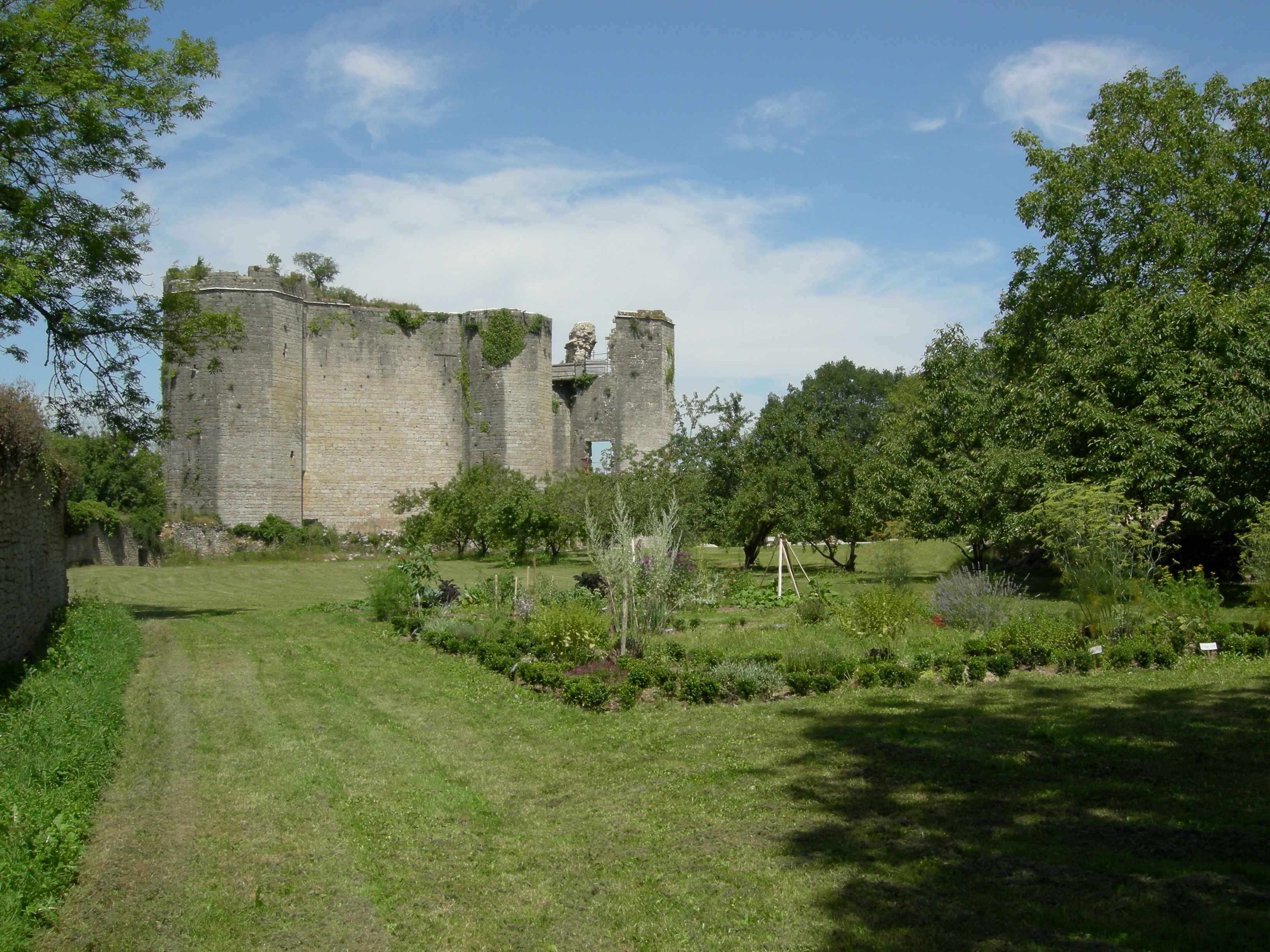
モンフォール城 (コート＝ドール県)

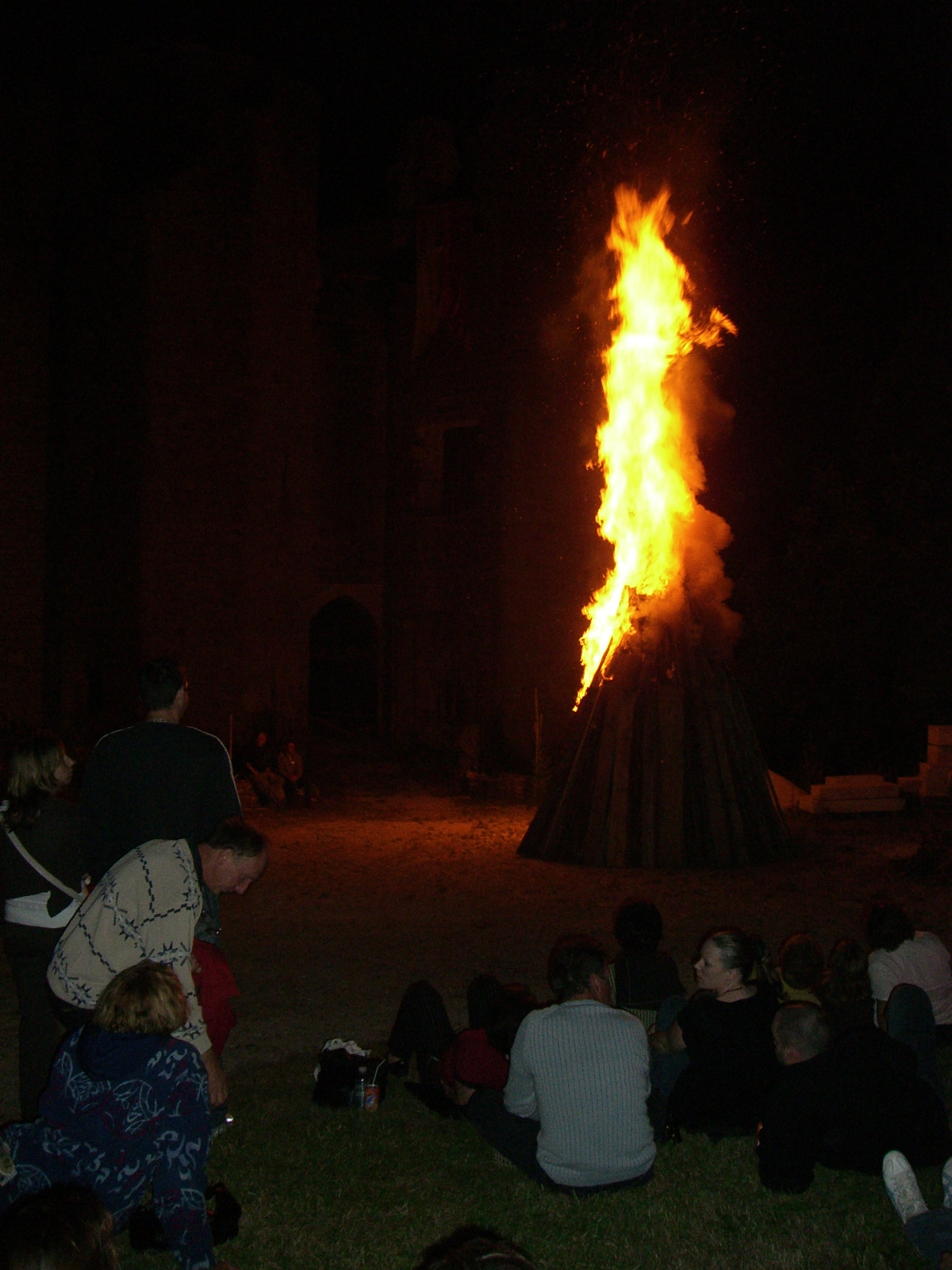
モンフォール城 (コート＝ドール県)の聖ヨハネの前夜祭で燃えさかる聖ヨハネの火

モンフォール城（モンフォールじょう、フランス語: Château de Montfort）はブルゴーニュ地域圏のコート＝ドール県モンティニ＝モンフォール（fr:Montigny-Montfort）村にある、18世紀に建てられた城である。毎年聖ヨハネの日（6月23日またはその前後）の「モンフォール城の中世祭り」（Fête Médiévale au Château de Montfort）の一環で聖ヨハネの前夜祭（火祭り、夏至祭）がある。 

## 参照項目
- 聖ヨハネの日
- 聖ヨハネの前夜祭
- 夏至祭